# Cerbaiola
Cerbaiola is een klein dorp (curazia) in de gemeente Montegiardino in San Marino.

## Geografie
Het dorp ligt in het zuidwestelijke deel van de gemeente, aan een weg tussen Montegiardino en Fiorentino.